# Gare de Baccarat
Gare de Baccarat vasútállomás Franciaországban, Baccarat településen.

## Vasútvonalak
Az állomást az alábbi vasútvonalak érintik:
- Lunéville-Saint-Dié-vasútvonal

## Kapcsolódó állomások
A vasútállomáshoz az alábbi állomások vannak a legközelebb:
- Gare d’Azerailles
- Gare de Bertrichamps